# 康世隆
康世隆（？—？），陝西西安府咸寧縣人，軍籍，明朝政治人物。

## 生平
嘉靖四年（1525年）乙酉科陝西鄉試第十四名舉人，五年（1526年）丙戌科二甲第四十五名進士。授刑部主事，升員外郎，十年（1531年）三月出為貴州按察司僉事。